# Clay County (Iowa)
Das Clay County ist ein County im US-amerikanischen Bundesstaat Iowa. Im Jahr 2020 hatte das County 16.384 Einwohner und eine Bevölkerungsdichte von 11,1 Einwohnern pro Quadratkilometer. Der Verwaltungssitz (County Seat) ist Spencer.

## Geografie
Das County liegt im Nordwesten Iowas, ist im Norden etwa 30 km von Minnesota und im Westen etwa 70 km von South Dakota entfernt. Es hat eine Fläche von 1.483 Quadratkilometern, wovon neun Quadratkilometer Wasserfläche sind.
Im Clay County mündet der Ocheyedan River in den Little Sioux River, der das County von Nord nach Süd durchfließt und weiter südwestlich in den Missouri mündet.
An das Clay County grenzen folgende Nachbarcountys:
| Osceola County  | Dickinson County   | Emmet County      |
| O’Brien County  |                    | Palo Alto County  |
| Cherokee County | Buena Vista County | Pocahontas County |

## Geschichte

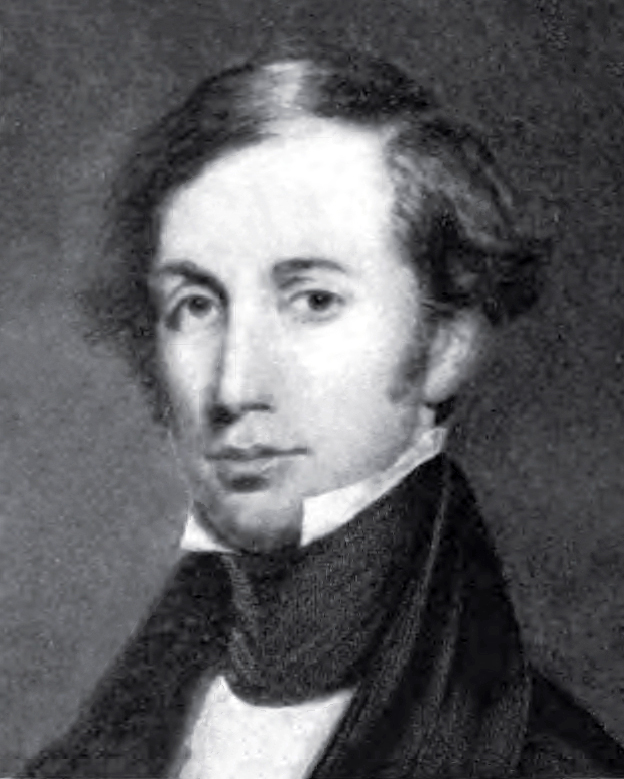
H. Clay Jr.

Das Clay County wurde am 15. Januar 1851 aus als frei bezeichneten – in Wirklichkeit aber von Indianern besiedelten – Territorium gebildet.
Benannt wurde es nach Henry Clay Jr. (1811–1847), einem Sohn von Henry Clay und Offizier, der 1847 in der Schlacht von Buena Vista im Mexikanischen Krieg fiel.

Bis zum Oktober 1858 wurde das County durch die Verwaltung des Woodbury County mitverwaltet.

## Bevölkerung
Nach der Volkszählung im Jahr 2010 lebten im Clay County 16.667 Menschen in 7.448 Haushalten. Die Bevölkerungsdichte betrug 11,3 Einwohner pro Quadratkilometer. In den 7.448 Haushalten lebten statistisch je 2,18 Personen.
Ethnisch betrachtet setzte sich die Bevölkerung zusammen aus 96,5 Prozent Weißen, 0,4 Prozent Afroamerikanern, 0,2 Prozent amerikanischen Ureinwohnern, 0,6 Prozent Asiaten sowie aus anderen ethnischen Gruppen; 1,1 Prozent stammten von zwei oder mehr Ethnien ab. Unabhängig von der ethnischen Zugehörigkeit waren 2,9 Prozent der Bevölkerung spanischer oder lateinamerikanischer Abstammung.
23,0 Prozent der Bevölkerung waren unter 18 Jahre alt, 58,6 Prozent waren zwischen 18 und 64 und 18,4 Prozent waren 65 Jahre oder älter. 51,0 Prozent der Bevölkerung war weiblich.
Das jährliche Durchschnittseinkommen eines Haushalts lag bei 44.294 USD. Das Prokopfeinkommen betrug 23.198 USD. 9,0 Prozent der Einwohner lebten unterhalb der Armutsgrenze.

## Ortschaften im Clay County
Citys
| - Dickens - Everly - Fostoria - Gillett Grove | - Greenville - Peterson - Rossie - Royal | - Spencer - Webb |

## Gliederung
Das Clay County ist in 16 Townships eingeteilt:
| Township               | Einwohner (2010) | FIPS     |
| ---------------------- | ---------------- | -------- |
| Clay Township          | 604              | 19-90672 |
| Douglas Township       | 168              | 19-91035 |
| Freeman Township       | 400              | 19-91452 |
| Garfield Township      | 261              | 19-91512 |
| Gillett Grove Township | 342              | 19-91569 |
| Herdland Township      | 162              | 19-91914 |
| Lake Township          | 195              | 19-92349 |
| Lincoln Township       | 258              | 19-92541 |

| Township           | Einwohner (2010) | FIPS     |
| ------------------ | ---------------- | -------- |
| Logan Township     | 156              | 19-92691 |
| Lone Tree Township | 792              | 19-92709 |
| Meadow Township    | 308              | 19-92901 |
| Peterson Township  | 481              | 19-93312 |
| Riverton Township  | 277              | 19-93645 |
| Sioux Township     | 336              | 19-93912 |
| Summit Township    | 494              | 19-94038 |
| Waterford Township | 200              | 19-94590 |

Die Stadt Spencer gehört keiner Township an.

## Religion
Das katholische Bistum Sioux City unterhält in Spencer die Pfarrei Herz Jesu (Sacred Heart).